# Hacıhasanlı, Elbistan
Hacıhasanlı là một xã thuộc huyện Elbistan, tỉnh Kahramanmaraş, Thổ Nhĩ Kỳ. Dân số thời điểm năm 2010 là 134 người.